# Autigena mineral
Ett autigent mineral är ett sedimentärt mineral som uppstår spontant ur porvätskan vid sedimentering. Exempel på ett sådant mineral är Glaukonit.